# Sandro Lombardi
Sandro Lombardi (Poppi, 30 settembre 1951) è un attore teatrale e scrittore italiano.
È uno dei fondatori della compagnia teatrale Il Carrozzone, poi divenuta Magazzini Criminali. In seguito ha fondato la Compagnia Lombardi-Tiezzi, e ha lavorato con molti importanti autori e registi teatrali italiani. 

## Biografia

### Gli anni della formazione e de Il Carrozzone
Sandro Lombardi nasce a Poppi, in provincia di Arezzo, il 30 settembre 1951. Negli anni del liceo incontra Federico Tiezzi e inizia, sotto la sua guida, a fare teatro. Nel 1971 si trasferisce a Firenze dove frequenta la facoltà di Lettere e Filosofia, laureandosi poi nel 1977 in storia dell'arte con una tesi su Jean Fouquet, artista sul quale pubblicherà un libro. 
A conclusione di un laboratorio diretto da Robert Wilson, prende parte allo spettacolo A mad man, a mad giant, a mad dog, a mad urge, a mad face, di Robert Wilson e Christopher Knowle, regia di Robert Wilson (1974). Nel frattempo, la compagnia Il Carrozzone, da lui fondata da Lombardi assieme a Federico Tiezzi e Loriana Nappini (che assumerà in seguito il nome d'arte di Marion D'Amburgo), realizza a Firenze due spettacoli, Morte di Francesco, 1971, e La donna stanca incontra il sole, 1972. Quest'ultimo viene invitato da Giuseppe Bartolucci alla Prima Rassegna-Incontro Nuove Tendenza, a Salerno nella primavera del 1973. Lo spettacolo, dalla forte matrice figurativa, fa sì che Il Carrozzone venga inserito tra le compagnia più qualificate e rappresentative del nascente Teatro-Immagine, assieme, tra gli altri, a Mario Ricci, Giancarlo Nanni, Memè Perlini, Giuliano Vasilicò, Leo de Berardinis.
Negli anni settanta inizia a partecipare a molti spettacoli, tra i quali Presagi del vampiro (1976), Rapporto confidenziale (1978) e Crollo nervoso (1980).
Da Vedute di Porto Said in poi, inizia per Il Carrozzone l'affermazione su scala europea. Federico Tiezzi e Sandro Lombardi affrontano qui una ricerca concettuale sul linguaggio, da cui scaturiscono spettacoli-manifesto quali Presagi del vampiro, Vedute di Porto Said e Punto di rottura. In essi è evidente il contatto con le arti visive, in particolare la body art, l'arte concettuale e la minimal art, e i rapporti con artisti quali Dan Flavin, Andy Warhol, Vito Acconci, Alighiero Boetti. Nel 1978 Il Carrozzone vince il Premio Ubu come miglior compagnia sperimentale italiana, riconoscimento che verrà confermato nel 1989 .

### Da Il Carrozzone ai Magazzini Criminali
Nel 1980, a Monaco, la compagnia allestisce allo Stadio Olimpico Ins Null, con la partecipazione di Hanna Schygulla. Rainer Werner Fassbinder inserisce due spettacoli de Il Carrozzone (Ebdòmero e Crollo Nervoso) nel suo film Theater in Trance, dove sono presenti le esperienze teatrali di maggior spicco nel momento (Squat Theatre, Ariane Mnouchkine, Pina Bausch), presentato in prima mondiale al Festival dei Popoli di Firenze nel settembre 1981.
Nello stesso anno il Comune di Scandicci ha intanto affidato alla compagnia, che nel frattempo ha preso il nome di Magazzini Criminali, la gestione di uno spazio: l'attuale Teatro Studio, inizialmente Teatro ai Magazzini. Lo spettacolo inaugurale è Sulla strada, 1982; cui fanno seguito altri testi composti e diretti da Federico Tiezzi, con i quali Tiezzi inizia a teorizzare e praticare una forma di teatro di poesia, volta a coniugare drammaturgia in versi e scrittura scenica. Sandro Lombardi inizia a svolgere una sua ricerca personale sul lavoro dell'attore che lo porta a guadagnarsi numerosi premi.
Dal 1989 Tiezzi dirige a Prato, Teatro Metastasio, tre spettacoli che teatralizzano la Divina Commedia. Affida la rielaborazione drammaturgica a tre poeti: Edoardo Sanguineti (Commedia dell'Inferno, 1989), Mario Luzi (Il Purgatorio, 1990) e Giovanni Giudici (Il Paradiso, 1991). Sandro Lombardi si fa notare come colonna portante dei tre lavori. Nel 1990 la compagnia elabora un nuovo allestimento di Hamletmaschine per il Teatro Taganka di Mosca e per il Tokyo Theatre Festival. I lavori successivi si iscrivono nell'ambito di una moderna riappropriazione dei classici.

### Tra la Compagnia Lombardi-Tiezzi e Giovanni Testori
Tra il 1994 ed il 2001 lavora come attore con Giovanni Testori in Cleopatràs (1994), Due lai (1998), Nella giungla delle città (1998) e L'Ambleto (2001) con cui vinse altrettanti Premi Ubu come miglior attore italiano.
Tra 2004 e 2005, soffre di un grave esaurimento nervoso che lo tiene lontano dalle scene per una stagione. Nello stesso anno pubblica il suo romanzo di formazione, Gli anni felici. Realtà e memoria nel lavoro dell'attore, edito da Garzanti, in cui racconta la sua progressiva scoperta del teatro, ma anche di musica, pittura, poesia. Si ripresenta al pubblico al Teatro Bibiena di Mantova per il Festivaletteratura, con Murale, di Mahmud Darwish, l'8 settembre 2005.

### Audiolibri
È stato la voce narrante nella lettura di romanzi e racconti in audiolibri realizzati per il programma radiofonico Ad alta voce, in onda su Radio 3, quali Giardino dei Finzi-Contini e Gli occhiali d'oro di Giorgio Bassani, Il gelo di Romano Bilenchi, Le terre del Sacramento di Francesco Jovine, Casa d'altri di Silvio D'Arzo.

## Alcuni spettacoli interpretati
- Primo amore, di Samuel Beckett, regia di Carlo Quartucci (1989)
- Ella, di Herbert Achternbusch, regia di Mario Rellini (1989)
- Adelchi, di Alessandro Manzoni, regia di Federico Tiezzi (1992)
- Ebdòmero, di Giorgio de Chirico, drammaturgia di Nico Garrone (1993)
- Edipus, di Giovanni Testori, regia di Federico Tiezzi (1994)
- Porcile, di Pier Paolo Pasolini, regia di Federico Tiezzi (1994)
- Felicità turbate, di Mario Luzi, regia di Federico Tiezzi, presentato al Maggio Musicale Fiorentino con musiche originali di Giacomo Manzoni (1995)
- L'illusion comique, di Pierre Corneille, regia di Giancarlo Cobelli (1995)
- Cleopatràs, di Giovanni Testori, regia di Federico Tiezzi (1996)
- Nella giungla delle città, di Bertolt Brecht, regia di Federico Tiezzi (1997)
- Due lai, di Giovanni Testori, regia di Federico Tiezzi (1998)
- L'apparenza inganna, di Thomas Bernhard, regia di Federico Tiezzi (2000)
- La seconda vita di San Francesco, di José Saramago, regia di Marco Baliani (2000)
- L'Ambleto, di Giovanni Testori, regia di Federico Tiezzi (2001)
- Antigone di Sofocle, di Bertolt Brecht, regia di Federico Tiezzi (2004)
- Viaggio terrestre e celeste di Simone Martini, di Mario Luzi, regia di Federico Tiezzi (2004)
- L'uomo dal fiore in bocca, di Luigi Pirandello, regia di Roberto Latini (2010)
- Cuore di cane, di Stefano Massini, regia Giorgio Sangati (2019)
- Prima, testo e regia di Pascal Rambert, Piccolo Teatro di Milano (2023)

## Riconoscimenti

### Teatro
- Premio Ubu
  - 1987/88 – Miglior attore per Artaud, una tragedia di Federico Tiezzi e Hamletmachine di Heiner Müller
  - 1993/94 – Miglior attore per Edipus di Giovanni Testori e Porcile di Pier Paolo Pasolini
  - 1996/97 – Miglior attore per Cleopatràs di Giovanni Testori
  - 2001/02 – Miglior attore per L'Ambleto di Giovanni Testori

### Letteratura
- 2004 – Premio Bagutta, Opera prima a Gli anni felici. Realtà e memoria nel lavoro dell'attore

### Altri premi
- 2010 – Premio Arlecchino d'Oro
- 2011 – Premio Carlo Betocchi

## Pubblicazioni
- Jean Fouquet, Firenze, Libreria Editrice Salimbeni, 1983.
- Sulla strada dei Magazzini Criminali, Milano, Ubulibri, 1983
- Alighiero e Boetti. Dall'oggi al domani, Brescia, Edizioni L'Obliquo, 1988.
- Gli anni felici. Il lavoro dell'attore tra realtà e memoria, Milano, Garzanti, 2004.
- Le mani sull'amore, Milano, Feltrinelli, 2009.
- Queste assolate tenebre. Schegge autobiografiche in controcanto con Mario Luzi, Torino, Lindau, 2015.
- Tempi supplementari. Ricordo di Luca Ronconi, Milano, Edizioni del Premio Testori, 2015.
- Puro Teatro. Scritti, lettere e incontri fra scena, letteratura, politica e storia dell'arte, Imola, Cue Press, 2016.